# Курило-Крымчак, Илларион Павлович
Илларион Павлович Курило-Крымчак (20 октября 1903, с. Вознесенка, Бердянский уезд, Таврическая губерния, Российская империя — апрель 1947) — советский эколог и историк, действительный член Географического общества СССР (с 1934), директор Мелитопольского краеведческого музея, деятель Организации украинских националистов, бургомистр Мелитополя во время немецкой оккупации (1943).

## Биография

### Научная карьера
Илларион Павлович Курило родился в селе Вознесенка в семье рабочего-электротехника. В 1921 году служил в 6-й отдельной Крымской коммунистической бригаде особого назначения в Севастополе, немного позже — штабным писарем. В память о своей службе в Крыму Илларион Павлович стал использовать литературный псевдоним Крымчак.
В конце 1920-х годов он работал учителем в своей родной Вознесенке, а в 1929 году переехал в Мелитополь. В мае 1930 года стал директором Мелитопольского краеведческого музея. В 1931 году Курило-Крымчак окончил Запорожский институт социального воспитания по отделению аграрно-биологических наук, а в 1932 году поступил в Харьковский пединститут профессионального образования, на заочное отделение географического факультета. Одновременно он преподавал естественные дисциплины в Мелитопольском техникуме комобразования и работал заместителем директора Мелитопольского государственного архива. В 1929 году Курило-Крымчак организовал Мелитопольское научно-краеведческое общество, а в 1934 году стал действительным членом Географического общества СССР.
В начале 1930-х годов Курило-Крымчак был одним из самых активных природоохранных деятелей украинского Приазовья, защищая земли заповедников от захвата совхозами, организуя контроль за соблюдением правил охоты, читая лекции по охране природы и выступая с многочисленными публикациями об охране заповедников .

### Репрессии 30-х годов

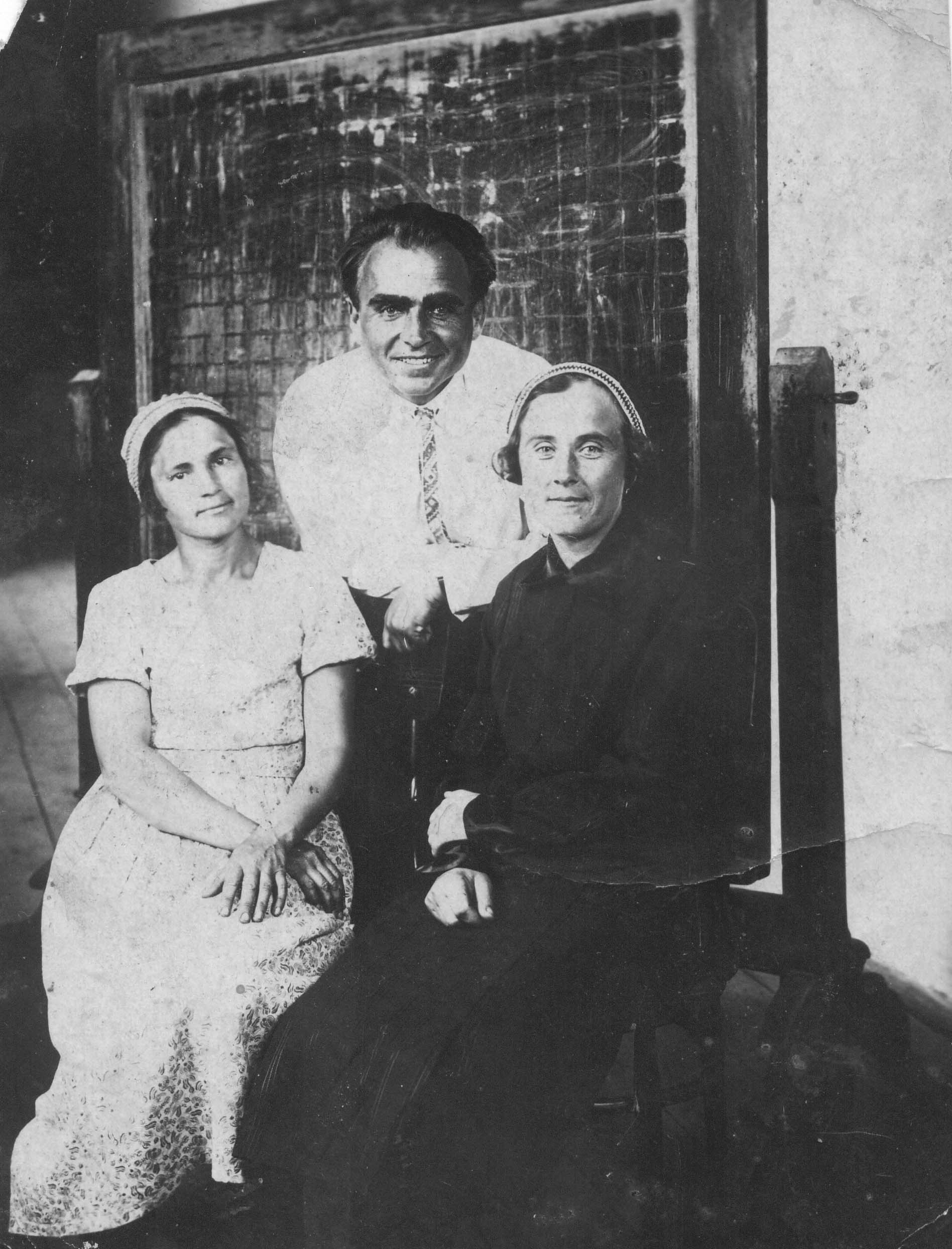
Илларион Курило-Крымчак (по центру), его жена Ирина Моисеевна (слева) и неизвестная женщина

В 1930—1934 годах Курило-Крымчаку приходилось всё острее конфликтовать с советским руководством. Его брошюра «Мелитопольщина в экскурсиях» критиковалась за допущенные в ней политические ошибки, статья «К истории гражданской войны на Мелитопольщине» была объявлена идеологически вредной, статья «Духоборцы на Мелитопольщине» обвинялась в идеализации общественного строя духоборов. В результате 27 декабря 1934 года Мелитопольский райисполком постановил снять Курило-Крымчака с должности директора Краеведческого музея, запретив ему заниматься научной и преподавательской работой в учебных заведениях.
Оставшись без работы, Курило-Крымчак вернулся в Вознесенку. Часть своих книг он подарил избе-читальне вознесенского колхоза «Колос», но среди подаренных книг оказалось несколько работ запрещённых авторов, в том числе Зиновьева.
28 апреля 1935 года Курило-Крымчак был арестован и провёл 8 месяцев под следствием. За это время работники НКВД успели и выбить из учёного признание в принадлежности к националистической контрреволюционной организации, и едва не освободили его за отсутствием улик. В конце декабря 1935 года Курило-Крымчак тяжело заболел и был направлен для обследования в психиатрическую больницу, где врачи констатировали, что в результате тяжёлой ситуации, невыносимой для его нервной системы, у Курило-Крымчака развилось психическое заболевание. 3 мая 1936 года прокуратура закрыла уголовное дело, за учёным приехал брат и забрал его домой.

### Годы немецкой оккупации
После оккупации Мелитополя германскими войсками Курило-Крымчак стал старостой Вознесенки, а 16 марта 1943 года был назначен бургомистром Мелитополя. Одновременно он был одним из руководителей мелитопольского подполья Организации украинских националистов. В его доме подпольщики встречались для совещаний и прослушивания радио, а его 17-летний сын Юрий Курило возглавлял молодёжную Организацию украинских националистов под названием «Казаки», которая распространяла агитационную литературу и вела пропаганду среди молодёжи.
На посту бургомистра Курило-Крымчак помогал бежать арестованным немецкой службой СД, добывал документы для членов ОУН, спасал евреев. Как позже установило следствие советского военного трибунала, ни на посту старосты, ни на посту бургомистра, Курило-Крымчак не был замешан в расстрелах или иных кровавых делах.

Мне было 19 лет, когда в наше село пришли немцы. Насильно забрать в Германию они почти никого не смогли. Аривон Павлович через квартальных предупреждал: «Девчата, сегодня дома нельзя спать…»
— Яковенко Евгения Ивановна, с. Вознесенка
С другой стороны, Курило-Крымчак активно сотрудничал и с немцами, оставаясь у них на хорошем счету. Он основал Научно-исследовательский краеведческий институт Таврии и вновь открыл Мелитопольский краеведческий музей, снова став его директором.
В июне 1943 года рейхсминистр восточных областей Альфред Розенберг посетил Мелитополь, ознакомился с ситуацией в городе и вручил Курило-Крымчаку медаль «За усердную службу Германии».

### Арест и смерть
Когда в октябре 1943 года немецкие войска отступили из Мелитополя, Курило-Крымчак также покинул город. Попав в советский репатриационный лагерь, он назвался чужим именем (Владимиром Павловичем Кошевым), а в Джанкое сбежал с эшелона. Он устроился на работу пчеловодом в Никитском ботаническом саду, но вскоре был арестован.
17 декабря 1946 года Военный Трибунал войск МВД Киевской области приговорил Курило-Крымчака к высшей мере наказания за измену Родине и антисоветскую деятельность. 23 января 1947 года приговор был повторно рассмотрен Военной коллегией Верховного Суда СССР и оставлен в силе. Вскоре Курило-Крымчак был расстрелян.
Семья Курило-Крымчака также была репрессирована. Его жена, учительница, была приговорена к 10 годам лагерей. А сын Юрий Курило, руководитель молодёжного крыла ОУН в Мелитополе, после освобождения Мелитополя сражавшийся в рядах Красной армии, был арестован в январе 1945 года и приговорён к 20 годам лагерей.

## Публикации
- Курило-Кримчак А. Л. Про краєзнавче товариство при Ново-Олександрівській школі // Освіта Мелітопольщини. — Мелітополь, 1928.
- Курило-Кримчак А. 1929. Кілька слів про Надморські заповідники Мелітопольщини // Укр. мисливець та рибалка. — 1929. — № 11-12. — С. 39-41.
- Курило-Кримчак А. П. Мелітопольщина в екскурсіях. — Мелітополь, 1930. −25 с.
- Курило-Кримчак А. Про охорону заповідника «Обіточна коса» // Укр. мисливець та рибалка. — 1930. — № 4. — С. 14-15.
- Курило-Кримчак А. Заповідники чи радгоспи? // Укр. мисливець та рибалка. — 1930. — № 7-8. — С. 20-22.
- Курило-Кримчак А. Про мисливське господарство Мелітопольщини // Укр. мисливець та рибалка. — 1931. — № 4. — С. 9-11.
- Курило-Кримчак А. П. Іхтіологічні нотатки // Укр. мисливець та рибалка. — № 12-13. — С. 10.
- Курило-Кримчак А. П. Охорона природи та заповідники Мелітопольщини // Укр. мисливець та рибалка. — 1932. — № 1-2. — С. 14-18, № 5-6.
- Курило-Кримчак A. Орнітологічні дрібниці // Укр. мисливець та рибалка. — 1932. — № 7-8. — С. 7.
- Курило-Кримчак А. Острів Бірючий (рукопис). — ЦГАВО України, ф. 372, оп. 1, спр. 1620, лл. 28-36.
- Курило-Кримчак А., 1932. За заборону полювати на лисицю, степового орла та степового тхора в Південному степу (рукопис). — ЦГАВО України, ф. 372, оп. 1, спр. 1620, лл. 48—57.
- Курило-Кримчак А. 1991. Краєвий музей Мелітопольщини // Листая прошлого страницы… — Мелитополь, 1991. — С. 17-29.